# Pierre du Hochu
La Pierre du Hochu, appelé aussi Pierre de la Bergère, est un menhir situé à Lusanger, dans le département de la Loire-Atlantique.

## Protection
L'édifice est classé au titre des monuments historiques en 1928.

## Description
Le menhir est constitué d'un bloc de grès ferrugineux veiné de quartz de forme pyramidale. Il mesure 2,65 m de haut pour une largeur maximale 2 m, son épaisseur varie de 0,65 à 0,85 m.